# 자발적 회복
자발적 회복은 학습과 기억의 의학적 현상이다. 이 현상은 이반 파블로프가 고전적(파블로프식) 조건형성에 대한 연구에서 처음으로 용어를 만들고 설명했다. 이 맥락에서, 이는 이전에 소거된 조건반사가 지연된 후에 다시 나타나는 것을 의미한다. 이러한 상실된 행동의 회복은 다양한 맥락에서 관찰될 수 있으며, 잊혀진 인간 기억의 회복은 종종 특별한 관심사이다.

## 고전적 조건형성에서
자발적 회복은 고전적 조건형성과 관련이 있는데, 이는 유기체가 중립 자극을 무조건 반응을 일으키는 자극과 연관시키도록 학습하는 학습 과정이다. 그 결과, 이전에 중립적이었던 자극은 그 자체의 반응을 일으키게 되는데, 이는 일반적으로 무조건 자극에 의해 생성되는 반응과 유사하다. 고전적 조건형성의 측면들은 이전 학자들에 의해 언급되었지만, 이 과정에 대한 첫 번째 실험적 분석은 19세기 생리학자인 이반 파블로프에 의해 수행되었는데, 그는 개의 소화를 연구하던 중 조건형성의 연관 효과를 발견했다.
소화를 연구하기 위해 파블로프는 개들에게 다양한 종류의 음식을 제시하고 그들의 침 반응을 측정했다. 그는 반복적인 실험을 통해 개들이 음식이 제시되기 전에, 예를 들어 다가오는 실험자의 발소리를 들었을 때 침을 흘리기 시작한다는 것을 알아차렸다. 파블로프는 이 예상 행동을 "조건반사"라고 명명했다. 그와 그의 동료들은 이 과정에 대한 기본 사실들을 발견하고 발표했는데, 이는 고전적 또는 파블로프식 조건형성으로 알려지게 되었다.
파블로프가 관찰한 현상 중 하나는 무조건 자극을 주지 않음으로써 소거된 고전적 조건반사의 부분적 회복이었다. 이 회복은 추가적인 무조건 자극 없이 일어났으며, 파블로프는 이를 자발적 회복이라고 불렀다. 소거 절차 이후 시간이 지남에 따라 자발적 회복의 가능성은 증가하지만, 이러한 조건반사는 일반적으로 완전한 강도로 돌아오지 않는다. 더욱이, 반복적인 회복/소거 주기에서는 각 회복 기간마다 조건반사의 강도가 약해지는 경향이 있다. 그러나 동일한 조건 자극과 무조건 자극을 짝짓는 재조건형성은 일반적으로 원래의 조건형성보다 훨씬 빠르게 발생한다.
주요 결론은 조건형성이 유기체의 기억에 영구적인 흔적을 남기며, 소거는 원래의 조건형성을 지우는 것이 아니라 단지 억제할 뿐이라는 것이다. 이 통찰력은 고전적 조건형성 이론과 특히 행동 치료에서의 실제 적용에 지대한 영향을 미쳤다.

## 인간 기억에서

### 역행 간섭
인간 기억에 관한 자발적 회복은 역행 간섭 개념에 관심을 가졌던 조지 에드워드 브릭스의 연구로 거슬러 올라간다. 억제 또는 간섭은 반응 간의 경쟁 기능으로, 하나의 기억이 다른 기억보다 우위를 차지한다. 억제된 반응은 그 자체로 기억에서 사라지는 것이 아니라 다른 반응에 의해 나타나지 못하게 된다.
역행 간섭은 새로운 것을 학습하는 것이 이전에 학습된 기억의 회상을 방해하는 기억의 심리학적 이론이다. 브릭스는 자유 회상 테스트를 사용하여 역행 간섭을 연구했다. 그의 연구에서 참가자들은 짝지어진 연상 단어(즉, A1-B1, A2-B2,...Ai-Bi)를 여러 번의 시행을 통해 학습했으며, Ai-Bi 연상이 완벽해질 때까지 학습했다. 이어서 참가자들은 새로운 짝지어진 연상 목록을 제공받았는데, 여기서 짝의 두 번째 단어는 변경되었지만 연상 짝의 첫 번째 단어는 동일하게 유지되었다 (A1-C1, A2-C2,... Ai-Ci). 이 두 번째 목록을 숙달한 후, 브릭스는 참가자들에게 회상 절차를 수행하도록 했다. 그는 목록 A 항목을 제시하고 참가자에게 떠오르는 짝(-Bi 또는 -Ci)을 회상하도록 요청했다. 역행 간섭을 기반으로, A-B 짝지어진 연상 학습은 후속 A-C 연상 학습으로 인해 감소했으며, 그 결과 회상 테스트에서 참가자들의 목록 C 반응률이 더 높았다.
두 연상 세트를 학습한 지 하루(24시간) 후에 참가자들은 다시 테스트를 받았다. Bi 반응의 자발적 회복이 관찰되었으며, 참가자들의 Bi 항목 반응이 Ci 항목을 초과했다. 휴식 기간 후, 참가자들은 전날 두 번째 짝지어진 연상 목록이 제시된 후 기억할 수 없었던 초기 짝지어진 연상을 자발적으로 기억할 수 있었다. 이 A-B, A-C 패러다임은 연구자 브루스 R. 에크스트랜드에 의해 재현되었으며, 이로써 자발적 회복의 존재에 대한 확인이 증가했다.

### 수면의 역할
브릭스와 에크스트랜드의 연구 결과를 더욱 발전시키기 위해 수행된 실험에서, 수면이 각성 상태에 비해 역행 간섭을 상쇄한다는 것이 밝혀졌다. 동일한 A-B, A-C 패러다임을 사용하여, 첫 번째 단어-짝 연상 목록(A-B)에 대한 기억력은 각성 상태보다 야간 수면 후에 학습했을 때 더 우수하다는 결과가 나타났다. 수면은 두 목록의 기억 응고화에 다르게 영향을 미쳤으며, 첫 번째 목록에 대한 기억을 훨씬 더 유의하게 향상시켰다. 자발적 회복이 발생할지 여부는 초기 학습의 정도가 예측한다고 제안되었으며, A-B 연상 학습이 더 잘 될수록 간섭 후에 회복될 가능성이 더 높다고 언급했다. 이러한 효과는 수면에 의해 더욱 촉진되는데, 수면은 기억 응고화에 향상 효과를 미치는 것으로 보인다.

### 외상 기억
정서적으로 불쾌한 경험은 빈번한 사고 억제 후에도 재발하는 경향이 있다. 이러한 기억은 적극적인 탐색과 재구성을 통해 점진적으로 회복되거나, 적극적인 탐색 없이 자발적으로 떠오를 수 있다.
암시적 치료 세션 중에 학대 기억을 점진적으로 회복하는 사람들과 더 자발적으로 학대 기억을 회복하는 사람들 사이에는 중요한 차이가 있다고 제안된다. 아동 성학대 기억을 자발적으로 회복한 여성과 암시적 치료를 통해 회복한 여성을 대상으로 방금 기억한 것을 잊어버리는 경향에 대한 연구가 수행되었다. 자발적으로 학대 기억을 회복한 여성은 (암시적 치료 중에 아동 학대 기억을 회복한 여성보다) 이전에 기억력 테스트에서 단어를 성공적으로 기억했다는 사실을 잊어버릴 가능성이 더 높았다. 이처럼 사람들이 자발적으로 외상 기억 경험을 가질 수 있는 이유는 단순히 이전에 그 사건을 기억했던 것을 잊어버리기 때문이다. 회복 경험을 할 때의 정신적 맥락이 이전에 사건에 대해 생각했을 때의 정신적 맥락과 다르다면 이전의 기억 사례를 잊어버릴 수 있다. 따라서 사람들은 사건을 잊어버린 것이 아니라, 아마도 맥락의존적 기억 때문에 단순히 기억할 수 없는 것일 수 있다.

## 맥락 의존적 소거 현상

### 갱신 효과
갱신 효과는 소거 후 맥락의 변화가 조건반사의 강력한 회복을 유발할 수 있는 현상이다. 갱신 효과가 관찰되는 세 가지 모델이 있다.
1. 가장 일반적인 모델은 "ABA 갱신"이다. 조건화는 한 맥락(맥락 A)에서 수행되고, 소거는 두 번째 맥락(맥락 B)에서 수행된다. 조건 자극(CS)이 원래의 조건화 맥락(맥락 A)으로 돌아오면 CS에 대한 반응이 돌아온다.
2. 두 번째 버전인 "ABC 갱신"은 조건화는 맥락 A에서 수행되고, 소거는 맥락 B에서 수행된 다음, 테스트는 세 번째 "중립" 맥락(맥락 C)에서 수행된다. 중립 맥락에서 반응의 갱신이 관찰된다.
3. 마지막 버전인 "AAB 갱신"은 조건화와 소거가 모두 동일한 맥락(맥락 A)에서 수행된 다음, CS가 두 번째 맥락(맥락 B)에서 테스트되는 방식이다. 이 모델은 현재 조건반사의 회복에 대한 증거가 가장 적다.

자발적 회복은 소거 후 시간이 지난 후에 발생하는 소거된 반응으로 정의되므로, CS가 시간적 맥락 밖에서 테스트될 때 발생하는 갱신 효과로 볼 수 있다.

#### 갱신 효과에서 GABA의 역할
감마-아미노뷰티르산(GABA) 전달은 소거로부터의 갱신 및 자발적 회복 과정에서 중요한 역할을 한다. 쥐의 식욕 반응의 자발적 회복을 테스트한 연구에서, 정상 대조군 쥐는 소거 맥락(ABB 갱신 조건)보다 습득 맥락(ABA 갱신)에서 테스트했을 때 CS에 더 많이 반응했다. 이는 ABA 갱신의 고전적인 예이다. GABAA 수용체에 부분 역작용제인 FG-7142를 투여한 결과, ABA 및 ABB 테스트 시나리오 모두에서 회복이 약화되었다. GABAA 수용체 역작용제는 GABA 전달을 감소시켰고, 그 결과 갱신 효과를 유발하는 맥락의 영향이 약화되었다. 이 연구는 GABAergic 메커니즘(출력으로 GABA를 생성하는 뉴런과 관련된 메커니즘)이 식욕 조건화에서 ABA 갱신 및 자발적 회복을 매개한다는 것을 시사한다. 따라서 자발적 회복과 갱신은 공통된 심리적 메커니즘을 공유하는 것으로 여겨진다.

### 빠른 재습득
조건반사(CR)의 소거 후 재습득은 종종 초기 습득보다 빠르다. 이는 원래 학습이 파괴되지 않고 소거 과정을 통해 "저장"되었음을 나타낸다. 빠른 재습득은 일반적으로 강화된 시행이 초기 습득 시행을 신호함으로써 반응을 갱신할 수 있는 맥락적 단서를 제공할 때 발생한다.
조건반사적 억제에 대해 수행된 연구 데이터는 이러한 효과가 소거되지 않고 따라서 US와 관련이 있는 맥락적 자극의 자발적 회복 및 재현으로 인해 발생할 수 있다는 증거를 제공한다.
빠른 재습득은 부분적으로 ABA 갱신 효과일 수 있으며, 여기서 (조건적 학습을 겪는) 동물은 CS-US 짝짓기가 있는 초기 조건화 시행이 원래 조건화 맥락의 일부인 반면, CS 단독의 최근 제시가 소거 맥락의 일부임을 학습한다. 따라서 소거 후 CS-US 짝짓기가 재개되면, 동물은 원래 조건화 맥락의 사고방식으로 돌아가게 되며, 이 맥락적 단서는 초기 학습보다 더 빠르게 CR을 재습득하는 데 도움이 된다. 이처럼, 빠른 재습득은 강화된 초기 학습 시행이 맥락적 단서를 생성할 때 발생하며, 이는 미래의 습득 시행에서 활성화되어 초기 반응 학습보다 더 빠른 속도로 반응의 갱신을 가져온다.
소거 과정에는 강화되지 않는 시행이 포함되어 있어, 동물이 CS를 제시받을 때 CR이 감소한다. 소거 절차에 강화된 시행과 강화되지 않은 시행이 모두 포함된 상황은 재습득을 약화시킬 것이다. 왜냐하면 소거 중에 강화된 시행을 도입하면 강화된 시행이 소거와 조건적 학습 모두와 연관될 것이기 때문이다. 이는 동물이 자극에 대한 CR을 다시 빠르게 학습할 수 있는 능력을 감소시킬 것이다.

### 복원
복원은 US에 노출되어 생성된 조건화된 행동의 회복을 의미한다. 복원은 소거를 겪은 후 US에 단독으로 재노출될 때 발생한다. 이 효과는 맥락의 조건화 때문인데, 소거 후 US가 제시될 때 개인이 이를 원래 맥락과 연관시키기 때문이다.
복원에 대한 예를 들어보자: 여행 중에 망고를 먹고 병이 나서 망고에 대한 혐오감을 학습했다고 가정하자. 망고 조각을 자주 먹어도 병이 나지 않으면 혐오감은 소거될 것이다. 복원은 어떤 이유로 다시 병이 났다면, 망고를 먹는 것과는 아무 상관이 없더라도 망고에 대한 혐오감이 돌아올 것이라고 제안한다. 이 예에서 소거 후 US(병에 걸린 경험)의 제시는 망고에 대한 혐오감을 느끼는 조건화된 행동을 가져온다.

### 회수 단서
단서가 제시되는 시간은 회복을 약화시키거나 강화하는 데 효과적인 단서가 될지 여부에 중요한 영향을 미친다. 단서가 소거에 사용되면, 조건화에 사용된 동일하게 익숙한 통제 단서보다 자발적 회복을 더 약화시킬 것이다. 이는 자발적 회복이 단서와 소거의 특정 상관 관계에 의존하며, 소거와 상관 관계가 있는 자극을 재도입하면 미래의 회상 시도에서 반응의 자발적 회복이 감소할 것이기 때문이다.
소거 단서에 대한 제안된 견해는 테스트 조건이 조건화와 일치하는 정도를 줄인다는 것이다. 소거 단서가 억제를 통해 반응 성능을 반드시 방해하는 것이 아니라, 오히려 소거 단서가 소거 기억을 회상하는 기능을 한다. 이러한 소거 기억은 CS와 US가 관련이 없는 기억이며, 따라서 소거 이전의 반응의 자발적 회복이 약화된다. 피험자가 소거 단서를 제시받았을 때 소거 기억을 회상하지 못하면 자발적 회복이 성공적으로 발생할 것이다; 그러나 일반적으로 소거 단서를 제시하면 자발적 회복이 약화되는 것이 관찰된다.

## 회상 경로
기억은 본질적으로 매우 다양하며, 그 결과 다양한 기억이 뇌의 적절한 신경 회로를 통해 저장되고 나중에 회상된다. 따라서 기억을 회상하는 경로는 회수되는 기억된 자극의 본질에 따라 달라진다. 다양한 유형의 정보에 대한 기억 표상은 다양한 형태를 취할 수 있다.

### 언어 회상
인간 두뇌의 언어 처리와 관련하여 다음과 같은 특징이 있다. 1) 베르니케 영역 외부의 좌반구 측두두정 언어 영역의 존재; 2) 브로카 영역 외부의 광범위한 좌전두엽 언어 영역; 3) 수용적 언어 기능을 강조하는 과제에서 이들 좌전두엽 영역의 참여. 1985년 렌드럼과 링컨이 수행한 연구에서는 뇌졸중 환자 52명을 대상으로 뇌졸중 발생 후 4주에서 34주 사이에 언어 능력의 자발적 회복을 조사했다. 이 환자들은 4주 이상 언어 이해 및 표현을 손상시키는 장애인 실어증을 앓고 있었다. 환자들은 무작위로 언어 치료를 받지 않도록 배정되었으며, 뇌졸중 발생 후 6주 간격으로 평가를 받았는데, 이 기간 동안 언어 능력이 점진적으로 향상되었다. 성별, 나이, 실어증 유형과 같은 요인들 사이에 차이가 없었으며, 이는 어떤 환자에게서 예상되는 개선의 양을 쉽게 예측할 수 없음을 시사한다. 대부분의 회복은 뇌졸중 발생 후 처음 3개월 이내에 발생했으며, 뇌졸중 후 6개월 시점의 언어 능력 수준은 거의 전적으로 환자의 실어증 심각도에 따라 달라지는 것으로 보인다. 온타리오 런던에서 수행된 두 번째 연구에서는 구두 모방을 더 면밀히 살펴보았다. 연구에서 테스트했을 때 구두 모방의 회복은 이해 과제보다 적었다. 그들은 이 결과가 자발적 회복과 언어 치료에 의해 도움을 받는 회복의 차이에 기인한다고 의심했다. 구두 모방은 연습된 언어 행동인 반면, 언어 이해의 수행은 언어 처리 능력의 자발적 회복의 결과이다.

### 오디오 회상
소리 기억의 회수와 관련된 회상 경로는 청각계이다. 청각계 내에는 청각피질이 있으며, 이는 일차 청각 피질과 벨트 영역으로 나눌 수 있다. 일차 청각피질은 소리를 처리하는 뇌의 주요 영역으로, 측두엽의 위관자이랑에 위치하며 안쪽무릎핵으로부터 점대점 입력을 받는다. 이로부터 일차 청각 복합체는 달팽이관의 지형도를 가지고 있었다. 청각 복합체의 벨트 영역은 안쪽무릎핵의 주변 영역으로부터 더 확산된 입력을 받으므로, 일차 시각 피질에 비해 톤토피 조직이 덜 정밀하다. 트라마의 2001년 연구는 다양한 종류의 뇌 손상이 음악의 정상적인 지각을 어떻게 방해하는지 조사했다. 그가 연구한 환자 중 한 명은 뇌졸중으로 인해 대부분의 청각 피질을 잃었지만, 여전히 소리를 들을 수 있었지만 고조파 패턴을 인식할 수 없었기 때문에 음악을 이해하기 어려웠다. 언어 지각과 소리 지각 사이의 유사성을 감지하여, 뇌졸중이나 다른 주요 머리 외상을 경험한 환자들에게서 상실된 청각 정보의 자발적 회복이 가능하다. 실음악은 음높이 처리의 결함으로 나타나는 장애이지만, 음악에 대한 기억과 인식을 방해하기도 한다.
사르카모와 동료들의 연구는 후천성 실음악의 기저에 있는 신경 및 인지 메커니즘과 그 회복에 기여하는 요소를 조사했다. 그들은 뇌졸중을 겪은 환자 53명을 6개월 이내에 세 차례 평가했다. 이 종단 연구 설정은 음악 지각의 회복과 다른 인지 기능의 회복 사이의 관계를 결정하는 데 사용되었다. 결과는 실음악 회복이 언어 및 시공간 인지와 같은 광범위한 다른 기능과 연관되어 있음을 보여주었다. 뇌졸중 환자는 음악 구조에 대한 암묵적 기억의 회복을 보였고, 원래 테스트했을 때 인지할 수 없었던 음조 간격을 생성할 수 있었다. 이는 자발적 회복이 다른 형태의 인지 기능과 유사하게 청각 인지에서도 가능하지만, 행동-지각 불일치의 가능성이 있을 수 있음을 시사한다.

### 시각 회상
시각 기억의 회상과 관련된 회상 경로는 시각계이다. 이미지는 눈에 의해 포착된 다음 시각신경을 통해 뇌로 전달되며, 시각신경은 가쪽무릎핵의 세포에서 끝난다. 가쪽무릎핵이 주로 투사하는 곳은 일차 시각 피질이며, 이는 시각 정보 처리를 담당하는 대뇌 피질의 부분이다. 시각 자극의 분석은 두 가지 주요 피질 시스템을 통해 계속된다. 첫 번째는 측두엽으로 확장되는 복측 경로로, 물체 인식("무엇" 경로)에 관여한다. 두 번째는 두정엽으로 투사되는 등쪽 경로로, 물체 위치 파악("어디" 경로)에 필수적이다.
1995년 한 연구에서 마크 휠러는 학생들에게 12장의 사진을 제시하고 사진을 세 번 공부할 기회를 줌으로써 시각 자극의 자발적 회복을 설명했다. 학생들은 이 목록이 단지 연습용이라고 들었고, 그 다음에는 똑같이 해야 하는 두 개의 추가적인 "실제" 목록을 보여주었다. 학생들은 세 번째 목록 후에 첫 번째 목록에서 공부한 사진에 대한 자유 회상 테스트를 받았다. 회상은 처음에는 두 개의 추가 목록에 의한 역행 간섭으로 인해 크게 저하된다. 그러나 30분 후 첫 번째 목록 사진의 자유 회상은 실제로 더 좋아진다. 아마도 이러한 잊혀진 항목들은 억제가 점진적으로 감소하기 때문에 회복될 것이다.

## 처리 깊이
크레이크와 로크하트는 자극을 처리하는 다양한 수준에 대한 틀을 제안했다. 그들은 자극 처리의 수준 또는 깊이가 기억력에 큰 영향을 미친다고 가정했다. 더 깊은 분석은 더 정교하고 오래 지속되며 강력한 기억 흔적을 생성한다. 기억이 강할수록 회복을 보일 가능성이 더 높다.

### 회상
회상은 재학습 없이 잊혀진 것을 다시 기억하는 것으로, 과거 경험을 되살리는 능력이 점진적으로 향상되는 과정이다. 간단히 말해, 이전 테스트에서는 기억할 수 없었던 정보를 나중 테스트에서 기억하는 행위이다. 발라드는 1913년에 어린 초등학생들에게 시를 암기하도록 하는 연구를 수행하면서 회상이라는 용어를 만들었다. 그는 연속적인 회상에서 아이들이 이전에 회상하지 못했던 새로운 시 구절을 종종 회상한다는 것을 발견했다. 회상 개념은 기억 장애 환자의 치료 환경에 적용될 수 있다. 회상요법은 다른 사람과 과거 활동 및 경험을 논의하는 것을 포함하며, 사진과 같은 유형의 보조물을 사용하여 회상을 유도한다. 이는 일반적으로 극심한 기억 상실을 겪는 치매 환자를 돕는 데 사용된다. 회상은 또한 한 사람의 자서전적 기억과도 관련이 있으며, 이는 평생 동안 균등하게 분포되어 있지 않다. 자신의 자서전적 기억을 회상하도록 남겨두면, 40세 이상의 사람들은 15세에서 30세 사이의 기억이 현저히 증가하는 회상 범프를 경험한다. 회상은 과잉기억증(테스트 전반에 걸친 전반적인 성능 향상) 현상에 필요하지만, 과잉기억증은 회상에 필요하지 않다.

### 과잉기억증
과잉기억증은 이전에 부호화된 자료를 회상하려는 관련 시도와 함께 발생하는 기억력 향상이다. 과잉기억증은 회상과 망각의 순 결과로, 회상의 양이 망각의 양을 초과하여 전반적으로 순 향상이 발생해야 한다. 발라드는 1913년 여러 회상 과제를 사용하여 과잉기억증을 처음으로 관찰했으며, 이는 그가 회상을 발견한 것과 동일한 과제였다. 어린 초등학생들에게 시를 암기하도록 요청한 후, 그는 처음에 2일 후에 그들의 회상 능력을 재시험했고, 그 결과 학급이 초기 회상 수준보다 10% 향상되었음을 발견했다.
과잉기억증은 1970년대 중반 에르델리와 그의 동료들이 추가 실험을 완료할 때까지 현상으로 간주되지 않았다. 테스트를 통한 순 회상의 증가를 설명하기 위해 두 가지 제안이 제시되었다. 한 가지 제안은 그림과 높은 이미지 단어가 과잉기억증을 향상시킨다는 것인데, 이러한 종류의 자극이 더 쉽게 인식되어 망각에 덜 취약하다고 추측한다. 두 번째 제안은 로디거의 회상 수준 가설로, 더 깊은 처리 수준을 유도하는 모든 변수가 더 큰 과잉기억증으로 이어진다고 주장한다.
오타니와 하지의 1991년 연구는 과잉기억증이 인식에서는 발생하지 않지만, 단서 회상 실험에서 발견되며, 기억 성능의 향상이 관계 처리로 촉진된 항목 회복률 증가 때문임을 보여준다. 관계 처리는 잘 분류된 자극으로 더 쉽게 이루어질 수 있으며, 기억해야 할 항목을 생성하는 데 도움이 되는 가용성 또는 회수 단서를 증가시키는 데 도움이 된다. 과잉기억증 현상은 특히 그 일반화 측면에서 계속해서 연구되고 있다.

## 치료법

### 최면 요법
"최면"이라는 용어는 "수면"을 의미하는 그리스어 hypnos에서 파생되었다. 트랜스라고도 알려진 최면 상태에서는 깊은 이완과 변화된 의식을 경험한다. 이 트랜스는 특히 극도의 암시성과 고조된 상상력으로 특징지어진다. 이 상태에서 개인은 완전한 자유 의지를 가지고 완전히 의식하지만, 당면한 주제에 대해 극도로 주의를 기울이고 다른 생각을 거의 배제한다.
이러한 트랜스 상태는 억압되거나 억압된 기억을 회상하는 수단으로 널리 사용된다. 최면 세션 중에는 의식적인 생각이 느려져 훨씬 더 높은 회상이 가능해지기 때문에 많은 자발적 회복이 일어날 수 있다. 일부 기억은 이전에 전혀 회상된 적이 없기 때문에 환자에게 생소하게 느껴질 수 있다. 이것은 일반적으로 치료가 효과가 있다는 증거이다.

#### 허위 기억
최면과 다른 암시적 치료는 기억의 자발적 회복을 일으키는 좋은 방법이지만, 그 과정에서 허위 기억이 만들어질 수 있다. 허위 기억은 사실이 정확하지 않지만, 기억을 얻는 사람에게는 강하게 믿어지는 기억이다. 연구에 따르면 많은 암시적 치료는 신뢰할 수 있는 치료사가 제공하는 강한 암시 때문에 환자에게 허위 기억을 유발할 수 있다. 암시는 영화, 이야기, 잡지 등 개인이 평생 동안 접하는 무수한 자극으로부터 기억을 불러일으킬 수 있다. 최면은 더 이완되고 자각적인 상태이며, 여기서 피험자는 많은 의식적인 의심과 마음의 잡담을 건너뛰고 무의식에서 떠오르는 것을 자각할 수 있다.
미국에서는 많은 정신 건강 종사자들이 기억을 회상하기 위해 최면에 의존한다. 이전 연구는 능동적인 의식적 마음이 지속적으로 정신적 용량을 차지하고 있을 때, 최면이 필요한 것을 회상할 수 있는 평온함을 제공한다고 결론지었다.

### 정신분석 치료
정신분석 치료는 환자가 치료사와 인생 문제를 논의하는 형태의 치료이며, 치료사는 자신의 전문 지식을 활용하여 근본적인 문제를 찾으면서 구체적인 질문을 한다. 이 치료 방법은 치료사의 질문에서 단서를 얻어 자발적 회복을 유발할 수 있다. 정신분석 치료는 현재에 영향을 미치는 많은 행동 문제, 무의식적 감정 및 생각을 치료하는 것으로 알려져 있다. 특정 사건을 회상하고 새로운 관점을 얻음으로써 환자는 자신이 우려하는 문제를 완화할 수 있다.

### 집단 치료
집단 치료는 정신분석 치료와 비슷하지만, 비슷한 문제를 가진 다른 사람들을 포함한다. 이 치료법은 상황에 대한 명확성을 얻기 위해 다른 관점을 추가하며, 다른 관점의 증가로 인해 더 많은 경우에 자발적 회복을 유발할 수 있다.

### 인지 행동 치료
인지 행동 치료는 특정 상황에 대한 비합리적인 생각을 다루는 치료법이다. 여기서 핵심은 그 사람이 평생 동안 그 특정 행동 문제를 겪지 않았을 수 있으며, 새로운 관점으로 그 사건을 볼 수 있도록 함으로써 행동을 바꿀 수 있다는 것이다. 이것은 환자를 그들이 두려워하는 자극에 노출시킴으로써 정신분석 치료와 다르게 수행된다. 이러한 노출을 통해 그들은 안전하다는 것을 깨달음으로써 그것에 대한 모든 사고 패턴을 소거할 수 있으며, 이를 소거라고 한다. 비록 연구에서는 특정 자극이 기억에 대한 연관 지각이 완전히 소거되지 않았다면 자발적 회복을 유발할 수 있다는 것을 보여주었다.

### 사례
연구자 Geraerts가 문서화한 한 사례는 엘리자베스 얀센(환자의 사정을 위해 이름 변경)의 경우에서 자발적 회복과 허위 기억을 모두 보여준다. 그녀는 매우 우울한 여성이었고 왜 그런지 알지 못했다. 그녀의 삶은 훌륭하고 그녀의 기준에 부합했지만, 그녀는 잠재적인 우울감을 느꼈다. 그녀는 치료사가 그녀가 어린 시절 학대를 당했다고 암시하는 시각 이미지 기술을 사용하기로 결정한 암시 치료를 받았다. 그녀는 학대를 당한 적이 없다고 부인했으며 그러한 사건에 대한 기억이 전혀 없었다. 치료사는 그녀에게 아동 학대에 대한 책과 정보를 주어 공부하게 했다. 치료를 계속하면서 그녀는 아버지가 자신을 성적으로 학대하는 이미지를 회상하기 시작했다. 이 사례에서 치료사가 몇 주간의 암시, 자가 학습, 그리고 권위 있는 설득을 통해 이러한 기억을 심었을 수 있다고 추측할 수 있다.

## 생리학

### 절차적 기억
자발적 회복이 발생하려면 나중에 회상되는 기억의 조건화가 장기 기억에 저장되어야 한다. 이것은 특정 기억의 의미론과 연상이 너무나 깊이 뿌리박혀 사람에게 습관적이거나 자동적이 될 수 있는 과정이다. 예를 들어, 자전거를 탈 때 필요한 모든 절차가 매번 작동되는 것은 아니다. 사람들은 단순히 페달을 밟고, 몸을 안장에 올리고, 핸들을 잡고, 페달을 밟기 시작하고, 앞을 보고, 기어를 확인하고, 균형을 잡는 등의 과정을 안다. 이 모든 것은 암묵적 기억의 한 형태가 되어 통제에 대한 주의나 회상에 대한 노력이 필요하지 않다. 그들은 어떤 특정 상황에서도 사용될 수 있다.
우리 삶에서 절차적 학습의 더 일반적인 적용은 우리가 특정 주제에 대해 가질 수 있는 믿음과 가치와 관련이 있다. 예를 들어, 어렸을 때 가족이 가난해서 가질 수 없었던 것을 누군가 가지고 있는 것에 대해 여러 번 극심한 질투를 느꼈다면, "인생의 모든 것이 얻기 어렵다"고 믿을 수 있다. 성인이 되었을 때 비슷한 상황이 발생할 수 있으며, 그 연상과 내면의 반응이 다시 질투로 자발적으로 나타날 수 있다. 많은 사람들이 "이 감정이 어디서 오는 걸까" 또는 "내가 왜 그랬지?"라고 스스로에게 묻는 이유이다. 많은 인간의 반응은 과거 연상의 자발적 회복에서 비롯되며, 항상 구체적으로 학습된 신체적 행동은 아니다.

### 신경화학
신경화학
자발적 회복과 관련된 학습 및 회상이 일어나려면 특정 이랑과 신경전달물질이 역할을 한다. 첫째, 소뇌는 특정 운동 기술을 습득하고 학습된 운동 패턴으로 자동 상태를 개발하는 데 필요하다. 전전두피질의 등쪽 및 복측 영역은 모두 기억 응고화 및 운동 조절 발달에 큰 역할을 하는 것으로 나타났다. 기저핵과 전전두피질 사이의 신경 회로를 통해 상호 루프가 형성되어 기억을 응고화한다. 더 강한 응고화를 유도하기 위해 보상이 관여할 수 있으며, 이는 파블로프식 조건화의 경우이다. 보상 관련 학습은 도파민이 기저핵의 시냅스에서 방출되도록 하여 자극과 반응 사이의 더 강한 유대감을 형성한다. 더욱이, 기억과 관련된 외상성 사건이 있고 그것이 억압되면, 편도체가 이 공포 조건화를 담당한다. 편도체는 기저핵의 신피질에 있는 꼬리핵으로 이어지므로, 공포 반응 또한 자발적 회복을 통해 유발될 수 있다. 기본적으로 학습 사건 후 긍정적이든 부정적이든 감정적 각성이 강할수록 미래에 기억의 회상이 크게 향상될 수 있다.
기억 회복에 중요한 뇌의 또 다른 영역은 해마체와 내측 측두엽이다. 전자의 경우, 연구에 따르면 해마체는 뉴런 간의 더 강한 연결을 형성하여 기억을 강화하는 데 중요한 영역이다. 이는 사람이 특정 기억과 더 많은 자극을 연관시킬 때 이루어지며, 기억에 더 쉽게 접근할 수 있게 된다. 측두엽은 학습 시 새로운 기억을 저장하는 데 중요한 뇌 영역이라고 한다. 회상할 수 있는 기억의 가용성은 사람의 측두엽의 크기 및 기능과 양의 상관 관계를 가진다.

## 약물 및 정신자극제
모든 약물과 뇌의 각성제는 사람이 특정 기억을 학습하고, 응고화하고, 회수하는 방식에 영향을 미칠 수 있다. 예를 들어, 코카인은 뇌의 신경전달물질인 도파민의 재흡수를 차단하여 시냅스 틈새에 도파민이 증가하게 한다. 이는 해방감과 안정감이라는 보람 있는 느낌을 유발하여 일부 사람들에게는 중독성이 될 수 있다. 그러나 뇌의 도파민 수치 증가로 인해 기억 응고화가 영향을 받아 해당 기억을 회복할 가능성이 저해될 수 있다. 연구에 따르면 코카인을 투여받은 쥐는 대조군만큼 성공적으로 운동 과제를 수행할 수 없었다. 대마초 또한 시냅스 틈새의 신경전달물질 감소로 인해 초기 기억의 가소성 강도가 크게 억제되어 자발적 기억 회복에 부정적인 영향을 미칠 수 있다.
약물과 자발적 회복의 또 다른 관련은 재발과 관련된 사건이다. 회복된 중독자는 재발을 유발한다고 여겨지는 동기 부여 감정을 자발적으로 회복시키는 자극에 노출될 수 있다. 약물 금단 기간의 소거 기간이 길수록 자발적으로 재발할 가능성이 높아진다. 예를 들어, "치료되었다"고 여겨지는 코카인 중독자는 흰색 가루와 같이 약물과 강하게 연결된 자극에 나중에 직면하면 약물을 다시 사용하려는 참을 수 없는 충동을 경험할 수 있다.

## 장애
장애와 관련하여 자발적 회복은 전문적인 치료나 공식적인 도움 없이 원치 않는 상태가 극복되는 현상이다.

### 자폐증
한 사례 연구에 따르면 한 개인은 치료적 개입 없이 단 13일 만에 자폐 장애에서 자발적으로 "회복"되었다. 이 개인은 DSM-IV-TR 기준에 따라 자폐 장애와 심각한 정신 지체로 진단받았다. 13일 동안 이 개인은 회복 기간 이전에 어떠한 의사소통 징후도 보이지 않았음에도 불구하고, 몸짓을 통해 나이에 적합한 상호 사회적 상호작용과 의사소통을 드러냈다. 이 개인은 또한 이제 애정, 정서적 온기, 그리고 자기 표현을 보여줄 수 있었다.
자폐증으로부터 이처럼 빠른 자발적 "회복"의 다른 사례는 아직 문서화되지 않았으며, 현재 이 "회복"은 상당히 설명되지 않고 논란의 여지가 있는 문제이다.

### 실어증
뇌졸중 후 실어증이 발생한 환자에게서 언어 능력의 자발적 회복이 문서화되었다. 자발적 회복을 평가하기 위해 환자들은 언어 치료를 받지 않았고 뇌졸중 후 매주 평가를 받았다. 전문적인 치료가 부족했음에도 불구하고 언어 능력이 향상되었다. 개선은 뇌졸중 후 4주에서 10주 사이에 가장 현저하게 발생했으며, 이 기간 이후에는 변화가 거의 없었다. 뇌졸중 후 자발적 언어 회복에 대한 대부분의 연구는 개선이 처음 3~4개월 이내에 발생했음을 보여주었다. 이 발견은 언어 치료사에게 뇌졸중 환자의 실어증에서 자연적 회복과 중재 기반 개선을 구분할 수 있게 하는 데 특히 중요하다.

## 더 읽어보기
- Pavlov, Ivan P. (1927), Conditioned Reflexes, Oxford: Oxford University Press. ISBN 978-0486606149.